# Галле (підрозділ окружного секретаріату)
Підрозділ окружного секретаріату Галле — підрозділ окружного секретаріату округу Галле, Південна провінція, Шрі-Ланка. Складається з 50 Грама Ніладхарі.